# Neunhausen
Neunhausen (lb. Néngsen. Ningsen) – wieś (Uertschaft) w północno-zachodnim Luksemburgu, w kantonie Wiltz, w gminie Esch-sur-Sûre. Do 3 października 2015 miejscowość leżała w dystrykcie Diekirch, a do 31 grudnia 2011 była samodzielną gminą. Liczy 251 mieszkańców (31 marca 2024).

## Historia
Stolicą administracyjną dawnej gminy była miejscowość Eschdorf. 1 stycznia 2012 roku gmina została wraz z gminą Heiderscheid, włączona do Esch-sur-Sûre. Miejscowościami w gminie były: Bonnal, Neunhausen i Insenborn.